# Yedoma
Yedoma /ˈjɛdəmə/ ( em russo:  едома    ) é um solo do tipo permafrost existente desde o Pleistoceno rico em orgânicos (cerca de 2% de carbono em massa) com volume de gelo variando de 50–90%.  Yedoma são abundantes nas regiões frias da Sibéria oriental, como o norte de Yakutia, bem como no Alasca e no Yukon . 

## Características

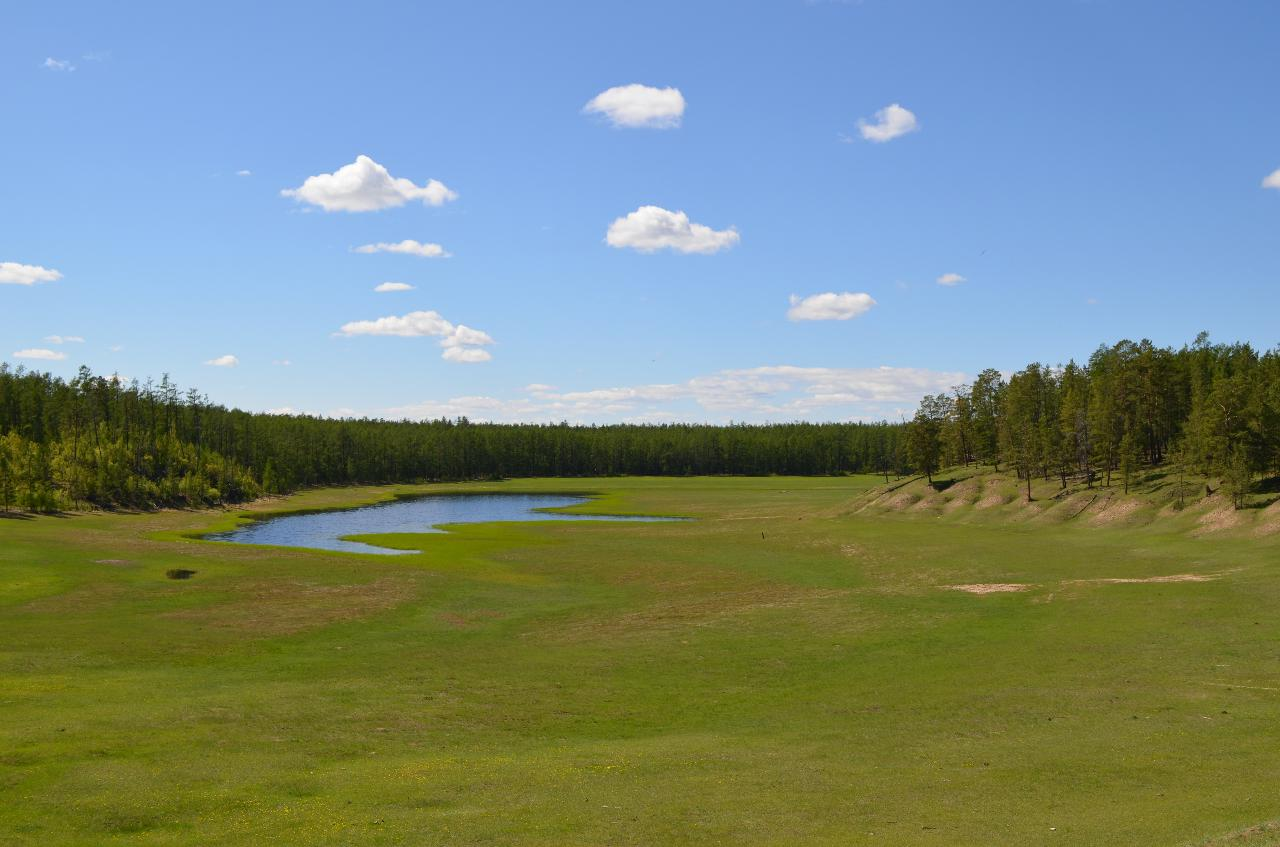
Paisagem do Alas no distrito de Megino-Kangalassky, Yakutia

As paisagens das áreas de Yedoma são compostas de planícies e colinas glaciais com depressões rasas conhecidas como alas .  Yedoma geralmente se formam em terras de baixa elevação, em trechos de terra com colinas onde redes poligonais com cunhas de gelo estão presentes, em áreas de relevo estável com zonas de acumulação com drenagem deficiente, em zonas de clima continental árido e frio severo resultando em escassa cobertura vegetal, também através de processos de intemperismo periglacial intensos, como bem como a proximidade de fontes de sedimentos, como cordilheiras baixas e contrafortes. 
A quantidade de carbono preso neste tipo de permafrost é muito mais prevalente do que se pensava originalmente e pode ser cerca de 210 a 450 Gt, que é muito além da quantidade de carbono liberado no ar a cada ano pela queima de combustíveis fósseis .  O derretimento do Yedoma preocupa, pois é uma fonte significativa de evaporação de metano (cerca de 4 Tg de 
CH4 por ano). 
A região oe Yedoma atualmente ocupa uma área de mais de um milhão de quilômetros quadrados do nordeste da Sibéria ao Alasca e Canadá, e em muitas regiões tem dezenas de metros de espessura. Durante o Último Máximo Glacial, quando o nível global do mar estava 120 m mais baixo do que o de hoje, depósitos semelhantes cobriram áreas expostas substanciais das plataformas continentais do nordeste da Eurásia. No final da última idade de gelo, no Plistoceno - holocênico, o descongelamento do Yedoma resultaram em lagos thermokarst, que podem ter produzido um aumento de 33-87% de concentração de metano atmosférico de alta latitude. 